# Gymnocalycium marianae
Gymnocalycium marianae ist eine Pflanzenart in der Gattung Gymnocalycium aus der Familie der Kakteengewächse (Cactaceae).

## Beschreibung
Gymnocalycium marianae wächst einzeln, mit dunkelgrünen, kugelförmigen oder gedrückt kugelförmigen Trieben, die bei Durchmessern von 11 Zentimetern Wuchshöhen von bis zu 16 Zentimeter erreichen. Die 13 bis 16 spitzen Rippen sind an ihrer Basis 13 Millimeter tief und 11 Millimeter breit. Die durch eine Querfurche getrennten Höcker treten unter den Areolen spitz hervor. An dem oberirdischen Sprossteil sind pro Rippe 4 bis 6, manchmal auch bis 10, 5 Millimeter lange und 3 Millimeter breite Areolen vorhanden. Sie sind in jungem Zustand mit weiß-gelben Haaren besetzt und später grau und weniger behaart. Die starren, schwärzlich bis grauen Dornen sind an ihrer Basis dunkel gefärbt. Die fünf bis elf, geraden oder gebogenen Randdornen sind 1,5 Zentimeter bis 2,0 Zentimeter lang und stehen zu zwei bis fünf Paaren seitwärts gerichtet und ein einzelner steht nach unten ausgerichtet. Der einzelne, gerade Mitteldorn ist bis zu 2,5 Zentimeter lang, kann aber auch fehlen. Die rübenartige Wurzel wird bis 3 Zentimeter lang und erreicht einen Durchmesser von 2 Zentimeter. Sie bildet zahlreiche seitliche Faserwurzeln aus.
Die glockenförmigen Blüten erscheinen nahe dem Scheitel der Pflanze, oft auch mehrere gleichzeitig in einem Ring. Sie erreichen eine Länge von 3,5 bis 5 Zentimeter und einen Durchmesser von 3 bis 5 Zentimeter. Die Blütenröhre ist außen mattgrün gefärbt und mit gerundeten Schuppen mit einem weißen Rand besetzt. Die Schuppen sind etwa 5 Millimeter lang und werden allmählich länger bis 10 Millimeter. Die äußeren Blütenblätter sind grün mit einem weißen Rand. Sie werden allmählich größer und gehen in die 1,5 bis 2 Zentimeter langen und 0,5 bis 0,7 Zentimeter breiten, spatelförmigen und leicht spitzen, rot, magenta-rot, rosa bis orange gefärbten Blütenblätter über. Die Blütezeit erstreckt sich über mehrere Tage und dabei ändert sich die Blütenfarbe. Die einwärts gebogenen Staubblätter sind etwa 15 Millimeter lang und bestehen aus roten Staubfäden und gelben Staubbeuteln. Sie stehen in zwei Gruppen, die erste am oberen Rand und die zweite ist mit einer höheren Anzahl spiralig im inneren Teil der Blütenröhre aufzufinden. Der zylindrische und rot gefärbte Griffel wird bis zu 15 Millimeter lang. Er trägt an seiner Spitze die 9-lappige und gelb gefärbte Narbe. Sie wird bis 4 Millimeter lang.
Die kugelförmig-gestutzten Samen werden 1,2 bis 1,5 Millimeter lang und im Durchmesser groß. Die eiförmige Hilum-Micropylar-Region steht terminal und ist kaum eingesenkt. Die schwarze und runzelige Samenschale besitzt eine sich ablösende Schutzschicht und erscheint dadurch bräunlich.

## Verbreitung, Systematik und Gefährdung
Gymnocalycium marianae ist in der argentinischen Provinz Catamarca und dort im Departamento Andalgalá in Höhenlagen von 1800 Meter auf steinigen Hängen in trockenen Tälern verbreitet.
Die Erstbeschreibung erfolgte 2009 durch Mario Perea, Omar Ferrari, Laura Las Peñas, Roberto Kießling.
In der Roten Liste gefährdeter Arten der IUCN wird die Art als „Vulnerable (VU)“, d. h. als gefährdet geführt.

## Nachweise